# Demokratesch Partei
Die Demokratesch Partei (deutsch Demokratische Partei, französisch Parti démocratique), kurz DP, ist eine liberale Partei in Luxemburg. Von 2013 bis 2023 stellte sie mit Xavier Bettel zum zweiten Mal den luxemburgischen Premierminister. Seit dem 17. November 2023 ist die Partei an einer Koalitionsregierung mit der Chrëschtlech Sozial Vollekspartei (CSV) beteiligt. Auf europäischer Ebene ist sie Mitglied der Allianz der Liberalen und Demokraten für Europa (ALDE).

## Geschichte
Seit ihrer Gründung ist die Demokratesch Partei zusammen mit der Chrëschtlech Sozial Vollekspartei (CSV) und der Lëtzebuerger Sozialistesch Arbechterpartei (LSAP) eine der drei dominierenden Parteien in Luxemburg. Neben der CSV ist die DP die einzige Partei, die nach dem Zweiten Weltkrieg den luxemburgischen Premierminister stellen konnte, von 1974 bis 1979 mit Gaston Thorn und von 2013 bis 2023 mit Xavier Bettel. In den übrigen Legislaturperioden war die DP abwechselnd mit der LSAP lediglich Koalitionspartner einer von der CSV geführten Regierung.
Von 1999 bis 2004 war die DP mit 15 von 60 Sitzen zweitstärkste Partei im luxemburgischen Parlament und bildete eine Koalition mit der CSV. Bei den Parlamentswahlen 2004 verlor die Partei jedoch fünf Sitze, woraufhin die CSV eine Koalition mit der nun stärkeren LSAP einging. Bei den Wahlen 2009 verlor sie erneut einen Sitz auf noch neun Mitglieder im Parlament. Unter ihrem neuen Vorsitzenden Xavier Bettel, dem Bürgermeister der Hauptstadt, konnte sie bei der Kammerwahl 2013 mit 13 Sitzen wieder zu den Sozialdemokraten aufschließen. Die Parteispitze der Demokraten sprach sich daraufhin für eine Koalition mit der LSAP und den Grünen aus.
Im Europäischen Parlament ist sie seit 2019 mit zwei Abgeordneten vertreten. Die DP ist Mitglied der Europapartei Allianz der Liberalen und Demokraten für Europa (ALDE), deren Europaabgeordnete der Fraktion Renew Europe angehören.

## Parteipräsidenten

Logo der Jugend-
organisation JDL

1. 1948–1952: Lucien Dury
2. 1952–1959: Eugène Schaus
3. 1959–1962: Lucien Dury
4. 1962–1969: Gaston Thorn
5. 1969–1971: René Konen
6. 1971–1980: Gaston Thorn
7. 1980–1989: Colette Flesch
8. 1989–1994: Charles Goerens
9. 1994–2004: Lydie Polfer
10. 2004–2013: Claude Meisch
11. 2013–2015: Xavier Bettel
12. 2015–2022: Corinne Cahen
13. 2022–2025: Lex Delles
14. seit 2025: Carole Hartmann

## Regierungsmitglieder
| Xavier Bettel     | Vize-Premierminister ; Minister für auswärtige Angelegenheiten und Außenhandel ; Minister für Entwicklung und humanitäre Angelegenheiten |
| Claude Meisch     | Minister für Bildung, Kinder und Jugend ; Minister für Wohnungsbau und Raumentwicklung                                                   |
| Lex Delles        | Minister für Wirtschaft, KMUs, Energie und Tourismus                                                                                     |
| Yuriko Backes     | Ministerin der Verteidigung ; Ministerin für Gleichstellung und Diversität ; Ministerin für Mobiltiät und öffentliche Arbeiten           |
| Max Hahn          | Minister für Familie, Solidarität, Zusammenleben und Unterbringung von Flüchtlingen                                                      |
| Stéphanie Obertin | Ministerin für Digitalisierung ; Ministerin für Forschung und Hochschulwesen                                                             |
| Eric Thill        | Minister für Kultur ; beigeordneter Minister für Tourismus                                                                               |